# South
South er et engelsk band, der spiller i genren indie rock.
Det seneste South album ”Adventures In The Underground Journey To The Stars” (2006) er udgivet af NYC-selskabet Young American Recordings og modsat tidligere er albummet produceret af trioen selv og der er ingen tvivl om at South har kigget en række af deres tidligere producere over skuldrene, for der er en større grad af mangfoldighed og lydmæssig variation på albummet. Billboard skrev blandt andet at:
”South have perfected the art of making records while pushing their sound to new hights”
- og det må siges at være flotte ord til et band, der på deres tidligere albums har arbejdet sammen med henholdsvist Dave Eringa (Idlewild, Manic Street Preachers, Ash) og James Lavelle, der i øvrigt selv har været "hemmeligt" medlem i South, live såvel som i studio. Dave Eringa har dog lagt sidste hånd på mixet af det nye albums sange. 
”Adventures In The Underground Journey To The Stars” er melodisk større end deres tidligere albums og de har rykket sig lidt væk fra elektro-rocken og modnet i en mere rocket retning, med fortsat fokus på eksperimenterende arrangementer.
De tre faste medlemmer i South: Joel, Jamie og Brett – mødte hinanden i skolen som 11-årige og startede med at spille sammen som 14-årige. Flere andre personer omkring bandet opfattes dog, som en del af kollektivet og live stiller South op 4 eller 5 mand for stadigt at kunne dele ud af de gamle elektrorock numre, som mange fans forbinder dem med. 
”Adventures In The Underground Journey To The Stars” er blevet mødt af en samlet storrosende anmelderskare i USA og England og også i Danmark har de modtaget flotte hjerter og stjerner. På livescenen har de senest gjort sig bemærket i oktober 2006, hvor de har spillet 11 koncerter med The Strokes rumdt om staterne, såvel som de har touret med Pop Levi. South forventes at komme her til landet i løbet af 2007 og give en længe ventet live-debut her til lands.

## South line-up
Joel Cadbury / sang, bas, guitar
Jamie McDonald / guitar, kor, trommer
Brett Shaw / trommer, keyboards, guitar

## Eksterne links
South MySpace-profil
South hjemmeside